# جو هيويت (لاعب كرة قاعدة)
جو هيويت (بالإنجليزية: Joe Hewitt)‏ هو لاعب كرة قاعدة أمريكي، ولد في 7 أغسطس 1885 في ناشفيل في الولايات المتحدة، وتوفي في 2 أبريل 1948.